# Архиепархия Мванзы
Архиепархия Мванзы (лат. Archidioecesis Mvanzaënsis) — архиепархия Римско-Католической Церкви с центром в городе Мванза, Танзания. В митрополию Мванзы входят епархии Букобы, Бунды, Гейты, Каянги, Мусомы, Руленге-Нгары, Шиньянги. Кафедральным собором архиепархии Мванзы является церковь Богоявления.

## История
13 июля 1894 года Святой Престол учредил апостольский викариат Южной Виктории-Ньянзы, выделив его из апостольского викариата Виктории-Ньянзы (сегодня — архиепархия Кампалы).
12 декабря 1912 года апостольский викариат Южной Виктории-Ньянзы передал часть территории для создания апостольского викариата Киву (сегодня — архиепархия Гитеги).
15 января 1915 года апостольский викариат Южной Виктории-Ньянзы был переименован в апостольский викариат Виктории-Ньянзы.
8 апреля 1929 года апостольский викариат Виктории-Ньянзы передал часть своей территории для создания апостольского викариата Букобы (сегодня — епархия Руленге-Нгары). 
10 апреля 1929 года Римский папа Пий XI издал бреве «Litteris Apostolicis Nostris», которым передал часть территории апостольского викариата Виктории-Ньянзы апостольскому викариату Таборы (сегодня — архиепархия Таборы) и одновременно изменил своё название на апостольский викариат Мванзы.
11 апреля 1946 года апостольский викариат Мванзы передал часть своей территории для создания апостольского викариата Мусомы и Масвы (сегодня — епархия Мусомы). 
25 марта 1953 года Римский папа Пий XII издал буллу «Quemadmodum ad Nos», которой возвёл апостольский викариат Мванзы в ранг епархии. Первоначально епархия Мванзы являлась суффраганной по отношению к архиепархии Таборы.
8 ноября 1984 года епархия Мванзы передала часть территории для создания епархии Гейты.
18 ноября 1987 года Римский папа Иоанн Павел II издал буллу «Universae Ecclesiae», которой возвёл епархию Мванзы в ранг архиепархии-митрополии.
27 ноября 2010 года архиепархия Мванзы передала часть территории для создания епархии Бунды.

## Ординарии
- епископ Antoon Oomen, M.Afr.[1] (18.03.1929 — 13.06.1948);
- епископ Joseph Blomjous, M.Afr. (25.06.1950 — 15.10.1965);
- епископ Renatus Lwamosa Butibubage (15.01.1966 — 18.11.1987);
- архиепископ Anthony Mayala (18.11.1987 — 20.08.2009);
- архиепископ Иуда Фаддей Руваичи, O.F.M.Cap. (10.11.2010 — 21.06.2018);
- архиепископ Renatus Leonard Nkwande (11.02.2019 — по настоящее время).